# Италиански неореализъм
Италианският неореализъм (от италиански: Neorealismo) e направление в изкуството на кинематографията, зародило се в Италия в годините след Втората световна война (1943 – 1955).
Течението се характеризира с разказване на истории за хора и социални групи от бедната работническа класа, филмирани на действителния терен вместо в комфорта на филмовите студия. Често за поддържащите роли са използвани непрофесионални актьори от местното население. Неореализмът изважда на преден план трудностите в икономически и морален аспект в следвоенните години, рефлектиращи в характерната италианска народопсихология.

## Зараждане
Италианският неореализъм е развит от група филмови критици в кръга на италианското списание „Cinema“. Сред тях са Микеланджело Антониони, Лукино Висконти, Джани Пучини, Чезаре Дзаватини, Джузепе Де Сантис и Пиетро Инграо. Поради наложени ограничения за писане на статии директно за политика (главен редактор е Виторио Мусолини – син на Бенито Мусолини), критиците атакуват т.нар. „филми на белите телефони“ (на итал. cinema dei telefoni bianchi), които доминират в киноиндустрията през 30-те и 40-те години на ХХ век. Това са филми, копиращи американските холивудски лековати продукции от това време, показващи небрежен и безгрижен начин на живот на фона на луксозна интериорна сценография. Оттам идва и названието — белият телефонен апарат за времето си е символ на заможната буржоазна класа. В противовес на това критиците прокламират тезата за обръщане на италианското кино към произведенията на писателите реалисти от началото на века.
Неореалистите са силно повлияни от течението на френския Поетически реализъм. Двама от изявените им водачи, Антониони и Висконти, са работили с видния представител на жанра – френския режисьор Жан Реноар. Два от най-значимите филми, предшественици на неореализма, са Тони (1935) на Реноар и 1860 (1934) на Блазети.

## Основни автори
- Виторио Де Сика
- Федерико Фелини
- Роберто Роселини
- Лукино Висконти
- Чезаре Дзаватини

## Важни произведения

### Предшественици
- Произведенията на Джовани Верга
- Поетически реализъм
- 1860 (Алесандро Блазети, 1934)
- An Inn in Tokyo (Ясуджиро Одзу, 1935)
- Тони (Жан Реноар, 1935)
- Белият кораб (Роберто Роселини, 1941)
- Aniki-Bóbó (Мануел де Оливейра, 1942)
- Христос се спря в Еболи (новела, Карло Леви, 1947)
- Натрапчивост (Лукино Висконти, 1943)

### Основни филми
- Рим – открит град (Роберто Роселини, 1945)
- Шуша (Виторио Де Сика, 1946)
- Пайза (Роберто Роселини, 1946)
- Германия, година нула (Роберто Роселини, 1948)
- Крадци на велосипеди (Виторио Де Сика, 1948)
- Земята трепери (Лукино Висконти, 1948)
- Горчив ориз (Джузепе Де Сантис, 1949)
- Стромболи, земя на Бога (Роберто Роселини, 1950)
- Най-красивата (Лукино Висконти, 1951)
- Умберто Д. (Виторио Де Сика, 1952) – заснет през 1951 година, излязъл по екраните през 1952 година. Много филмови историци определят края на течението на неореализма със зародилите се публични атаки към този филм.[1]
- Мамините синчета (Федерико Фелини, 1953)